# Xaymaca fulvopulvis
Xaymaca fulvopulvis é uma espécie de roedor da família Heptaxodontidae. É a única espécie do gênero Xaymaca.
Foi endêmica da Jamaica.